# 稲越 (市川市)
稲越（いなごし）は、千葉県市川市にある地名。現行行政地名は稲越一丁目から稲越三丁目。住居表示実施済区域。

## 地理
市川市北部に位置する。地域内は住宅地となっているほか、緑の色の濃い地域となっており、千葉商科大学稲越グランド(2014年8月まで国府台女子学院（高等部英語科）が同地に存在)、県立国分高等学校が置かれる。また、地域内には市立稲越小学校がある。
東は松戸市高塚新田、西は東国分・堀之内、南は曽谷、北は松戸市秋山と接している。

### 地価
住宅地の地価は、2014年（平成26年）1月1日の公示地価によれば、稲越町83番4の地点で9万3300円/m2となっている。

## 歴史

### 沿革
- 1869年（明治2年） - 葛飾県葛飾郡稲越村となる。
- 1871年（明治4年） - 廃藩置県、県の統合により印旛県葛飾郡稲越村となる。
- 1873年（明治6年） - 県の統合及び、郡の分割により千葉県東葛飾郡稲越村となる。
- 1889年（明治22年） - 東葛飾郡国分村、須和田村、曽谷村、下貝塚村と合併し、東葛飾郡五常村大字稲越となる。
- 1890年（明治23年）5月23日 - 五常村が国分村に村名を変更。東葛飾郡国分村大字稲越となる。
- 1934年（昭和9年）11月3日 - 市川町、八幡町、中山町と合併、市制施行。市川市大字稲越となる。
- 1951年（昭和26年）12月1日 - 市内の大字を町に変更。それに伴い、市川市稲越町となる。
- 2021年（令和3年）2月1日 - 住居表示実施に伴い、稲越町を廃止し、稲越一丁目〜三丁目を新設。市川市稲越一丁目、二丁目、三丁目となる[6]。

## 世帯数と人口
2022年（令和4年）3月31日現在（市川市発表）の世帯数と人口は以下の通りである。
| 丁目       | 世帯数    | 人口    |
| ---------- | --------- | ------- |
| 稲越一丁目 | 702世帯   | 1,511人 |
| 稲越二丁目 | 383世帯   | 821人   |
| 稲越三丁目 | 404世帯   | 926人   |
| 計         | 1,489世帯 | 3,258人 |

## 学区
市立小・中学校に通う場合、学区は以下の通りとなる（2022年3月時点）。
| 丁目       | 番・番地等 | 小学校             | 中学校               |
| ---------- | ---------- | ------------------ | -------------------- |
| 稲越一丁目 | 全域       | 市川市立稲越小学校 | 市川市立東国分中学校 |
| 稲越二丁目 | 全域       | 市川市立稲越小学校 | 市川市立東国分中学校 |
| 稲越三丁目 | 全域       | 市川市立稲越小学校 | 市川市立東国分中学校 |

## 施設
- 市川市立稲越小学校
- 千葉商科大学稲越グランド
- 千葉県立国分高等学校

## その他

### 郵便番号
- 272-0831[3]（集配局 : 市川郵便局[8]）。